# Sri Chinmoy
Sri Chinmoy (27 d'agost de 1931 - 11 d'octubre de 2007) va ser un mestre espiritual bengalí, poeta, artista i esportista que va emigrar als EUA el 1964. Al llarg de la seva vida va escriure 1.500 llibres, 115.000 poemes i 20.000 cançons, va crear 200.000 pintures i va fer gairebé 800 concerts per la pau.

## World Harmony Run
El 1987 Sri Chinmoy iniciar la World Harmony Run, una cursa anual per a l'amistat internacional. En aquesta cursa, un equip internacional porta una torxa per més de 100 països.
| «             | La veritable religió té una qualitat universal. No criticar a altres religions. […] El perdó, la compassió, la tolerància, la fraternitat i el sentiment d'unitat són els signes d'una veritable religió. True religion has a universal quality. It does not find fault with other religions. […] Forgiveness, compassion, tolerance, brotherhood and the feeling of oneness are the signs of a true religion. | » |
| — Sri Chinmoy | |   |